# Punto Rojo Unido
Punto Rojo Unido (en inglés: Red Dot United; en chino: 红点同心党; pinyín: Hóng Diǎn Tóngxīn Dǎng; en malayo: Titik Merah Bersatu; en tamil: ஒன்றுபட்ட சிவப்புப் புள்ளி), abreviado como RDU es un partido político de Singapur. Su nombre proviene de la expresión «Little Red Dot» (Pequeño punto rojo), empleada habitualmente para referirse a Singapur por la dificultad de ubicarlo en un mapa debido a su reducido tamaño (no más de 718.3 kilómetros cuadrados).
El 26 de mayo de 2020, exmiembros del Partido del Progreso de Singapur (PSP), Ravi Philemon y Michelle Lee, junto con otros exmiembros de otros partidos políticos presentaron una solicitud para registrar RDU en el Registro de Sociedades. Aunque el tiempo de procesamiento promedio para una solicitud de registro es de dos meses, RDU recibió la aprobación el 15 de junio de 2020, tres semanas después de la solicitud, en lo que parecía ser un proceso acelerado.
RDU presentó candidatos solo en una circunscripción de representación grupal, Jurong. En las elecciones generales de 2020, RDU recibió solo el 25,38% en Jurong (1,25% del voto total a nivel nacional), convirtiéndose en el partido político derrotado por mayor margen con respecto a circunscripciones disputadas, al recibir el PAP su mayor resultado en Jurong con el 74,62% de los votos.